# 봉화 대각사 석조석가여래좌상
봉화 대각사 석조석가여래좌상(奉化 大覺寺 石造釋迦如來坐像)은 대한민국 경상북도 봉화군 소천면 현동리, 대각사에 있는 조선시대의 석불이다. 2010년 4월 5일 경상북도의 문화재자료 제573호로 지정되었다.

## 개요
이 불상은 1949년에 동해안의 어느 사찰로부터 현(現) 대각사의 전신인 칠성암으로 모셔왔다고 전하는 불석재(제오라이트)의 석가여래좌상이다. 불상은 높이 93cm, 머리 길이 32cm, 어깨 너비 43cm, 무릎 너비 60cm로 파손이나 결실이 없어 보존상태는 양호하지만, 양손은 부자연스러운 모습을 보이고 있어 後補된 것으로 판단된다.
오른손은 촉지인을 맺고, 왼손은 손바닥을 위로 하였으며, 오른발을 왼발 위에 얹어 結跏趺坐하였다. 머리가 매우 커서 3등신을 이루고 있으며, 머리와 상반신, 하반신이 마치 블록을 쌓아올린 듯한 모습이다. 무릎 높이가 비교적 넓고 높아 무릎에서 엉덩이에 이르는 안길이가 긴 편이다. 服制는 법의를 通肩으로 걸쳤는데, 옷이 두껍게 처리되어 인체의 윤곽이 드러나 있지 않다.
이 불상은 방형의 얼굴과 낮은 육계, 블록을 쌓아올린 듯한 구성, 옷주름 표현 등 양식상의 특징으로 보아 조선후기에 조성된 것으로 판단되어 문화재적 가치는 인정되지만, 목과 상반신의 연결이 부자연스럽고 양손이 後補되었을 가능성이 있기 때문에 국가지정문화재(보물)로 지정하는 것은 곤란하다고 판단되므로 文化財資料로 지정한다.

## 참고 자료
- 봉화 대각사 석조석가여래좌상 - 국가유산청 국가유산포털